# Liste des refuges d'Andorre
Cet article présente la liste des refuges de montagne en Andorre.
Les refuges en Andorre sont des hébergements destinés aux personnes pratiquant la randonnée en Andorre. La plupart d'entre eux ont une capacité de 4 à 10 personnes, sont non gardés et ouverts toute l'année. Quatre refuges plus importants sont toutefois gardés pendant les mois d'été et de ce fait payants : le refuge Borda de Sorteny, le refuge de Coma Pedrosa, le refuge de Juclar et le refuge de l'Illa. La quasi-totalité d'entre eux sont la propriété du Govern d'Andorra.
Le pays compte près d'une trentaine de refuges répartis assez largement sur le territoire andorran avec une prédominance dans les zones les plus montagneuses du nord et du sud-est du pays qui correspondent aux principaux sites de randonnée. En particulier la vallée d'Incles abrite trois refuges, et cinq ont été bâtis dans la vallée du Madriu-Perafita-Claror. Les refuges sont de plus placés stratégiquement sur les principaux chemins de randonnée du pays : GR 11 espagnol, GR 7, HRP et GRP.

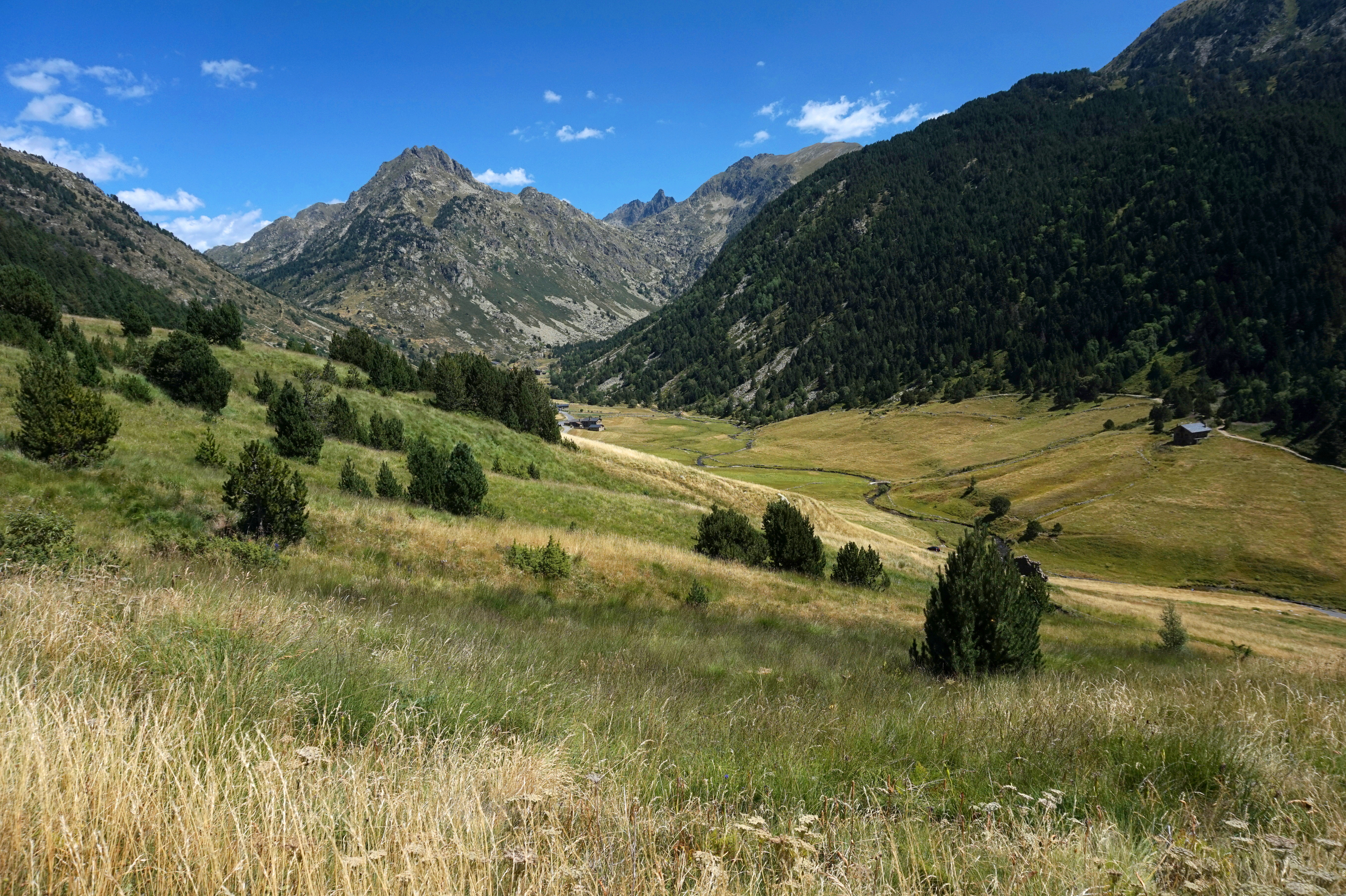
La vallée d'Incles
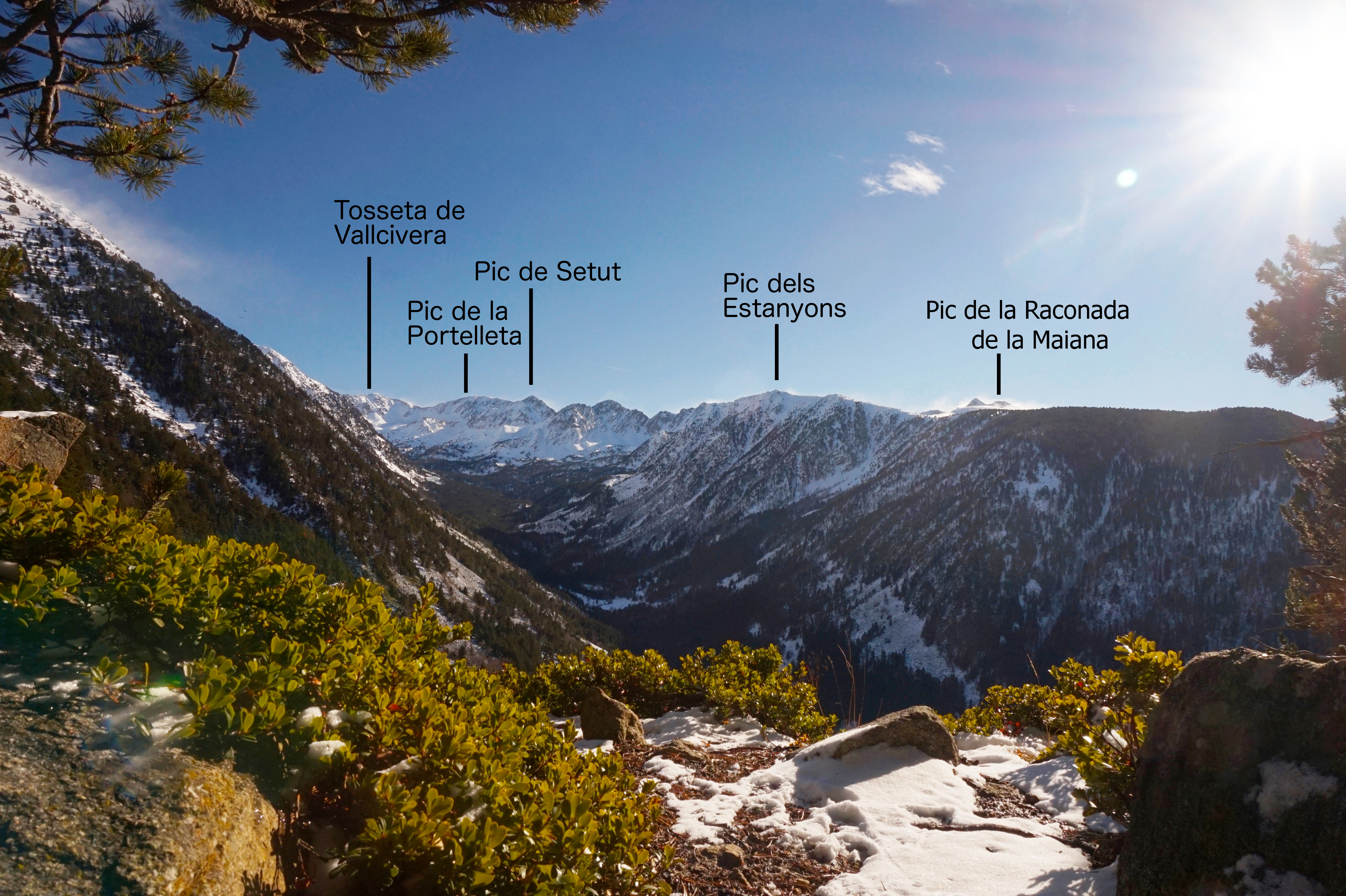
la vallée du Madriu
Carte des principaux chemins de randonnée et refuges en Andorre

## Andorre-la-Vieille
| Nom                   | Coordonnées                 | Altitude (m) | Type      | Capacité | Ouverture     | Image |
| --------------------- | --------------------------- | ------------ | --------- | -------- | ------------- | ----- |
| Refuge de Prat Primer | 42° 28′ 42″ N, 1° 33′ 03″ E | 2235         | Non gardé | 6,       | Toute l'année |       |

## Canillo
| Nom                       | Coordonnées                 | Altitude (m) | Type                     | Capacité | Ouverture     | Image |
| ------------------------- | --------------------------- | ------------ | ------------------------ | -------- | ------------- | ----- |
| Refuge de Cabana Sorda    | 42° 36′ 41″ N, 1° 40′ 23″ E | 2295         | Non gardé                | 20,      | Toute l'année |       |
| Cabane de Siscaró         | 42° 35′ 42″ N, 1° 42′ 23″ E | 2145         | Non gardé                | 10 - 14  | Toute l'année |       |
| Cabane de la Portella     | 42° 34′ 19″ N, 1° 43′ 16″ E | 2265         | Non gardé                | 6 - 10   | Toute l'année |       |
| Cabane de la Vall del Riu | 42° 35′ 44″ N, 1° 36′ 49″ E | 2160         | Non gardé                | 10 - 14  | Toute l'année |       |
| Refuge de Cóms de Jan     | 42° 37′ 06″ N, 1° 38′ 22″ E | 2215         | Non gardé                | 10 - 14  | Toute l'année |       |
| Refuge de Juclà           | 42° 36′ 26″ N, 1° 42′ 59″ E | 2310         | Gardé (juin - septembre) | 43,      | Toute l'année |       |
| Refuge de Ribaescorjada   | 42° 33′ 57″ N, 1° 38′ 26″ E | 2075         | Non gardé                | 6 - 14   | Toute l'année |       |

## Encamp
| Nom                          | Coordonnées                 | Altitude (m) | Type      | Capacité | Ouverture     | Image |
| ---------------------------- | --------------------------- | ------------ | --------- | -------- | ------------- | ----- |
| Refuge d'Ensagents           | 42° 31′ 01″ N, 1° 38′ 33″ E | 2425         | Non gardé | 6 - 10   | Toute l'année |       |
| Refuge de l'Illa             | 42° 29′ 41″ N, 1° 39′ 25″ E | 2488,        | Gardé,    | 42,      | Toute l'année |       |
| Refuge dels Agols            | 42° 30′ 39″ N, 1° 36′ 34″ E | 2230         | Non gardé | 6 - 10   | Toute l'année |       |
| Refuge de Montmalús          | 42° 29′ 57″ N, 1° 40′ 52″ E | 2445         | Non gardé | 8 - 15   | Toute l'année |       |
| Refuge del Pla de les Pedres | 42° 33′ 13″ N, 1° 40′ 46″ E | 2150         | Non gardé | 4 - 6    | Hiver         |       |

## Escaldes-Engordany
| Nom                       | Coordonnées                 | Altitude (m) | Type      | Capacité | Ouverture     | Image |
| ------------------------- | --------------------------- | ------------ | --------- | -------- | ------------- | ----- |
| Refuge de Claror          | 42° 28′ 12″ N, 1° 33′ 52″ E | 2280         | Non gardé | 6 - 10   | Toute l'année |       |
| Refuge de Fontverd        | 42° 29′ 31″ N, 1° 35′ 42″ E | 1880         | Non gardé | 10 - 14  | Toute l'année |       |
| Refuge de Perafita        | 42° 28′ 46″ N, 1° 34′ 44″ E | 2200         | Non gardé | 6,       | Toute l'année |       |
| Refuge del Riu dels Orris | 42° 29′ 06″ N, 1° 38′ 25″ E | 2230         | Non gardé | 6 - 8    | Toute l'année |       |

## La Massana
| Nom                        | Coordonnées                 | Altitude (m) | Type        | Capacité | Ouverture        | Image |
| -------------------------- | --------------------------- | ------------ | ----------- | -------- | ---------------- | ----- |
| Refuge d'Estanys Forcats   | 42° 35′ 54″ N, 1° 27′ 00″ E | 2629         | Non gardé   | 8        | Toute l'année    |       |
| Refuge de Coma Pedrosa     | 42° 34′ 44″ N, 1° 27′ 00″ E | 2265         | Gardé (été) | 49       | Juin à septembre |       |
| Refuge de les Fonts        | 42° 35′ 24″ N, 1° 28′ 46″ E | 2195         | Non gardé   | 6 - 10   | Toute l'année    |       |
| Refuge del Pla de l'Estany | 42° 35′ 38″ N, 1° 27′ 40″ E | 2050         | Non gardé   | 6 - 10   | Toute l'année    |       |

## Ordino
| Nom                     | Coordonnées                 | Altitude (m) | Type      | Capacité | Ouverture      | Image |
| ----------------------- | --------------------------- | ------------ | --------- | -------- | -------------- | ----- |
| Cabane de la Serrera    | 42° 37′ 16″ N, 1° 34′ 47″ E | 2190,        | Non gardé | 2        | Toute l'année  |       |
| Refuge de l'Angonella   | 42° 36′ 28″ N, 1° 29′ 48″ E | 2235         | Non gardé | 6        | Toute l'année, |       |
| Refuge Borda de Sorteny | 42° 37′ 21″ N, 1° 33′ 53″ E | 1965         | Gardé,    | 50,      | Toute l'année  |       |
| Refuge de Coma Obaga    | 42° 36′ 24″ N, 1° 33′ 04″ E | 2015         | Non gardé | 4 - 10   | Toute l'année  |       |
| Refuge de Rialb         | 42° 38′ 25″ N, 1° 33′ 42″ E | 1990         | Non gardé | 6 - 10   | Toute l'année  |       |

## Sant Julià de Lòria
| Nom                     | Coordonnées                 | Altitude (m) | Type      | Capacité | Ouverture     | Image |
| ----------------------- | --------------------------- | ------------ | --------- | -------- | ------------- | ----- |
| Refuge de Francolí      | 42° 29′ 23″ N, 1° 25′ 36″ E | 1865         | Non gardé | 6        | Toute l'année |       |
| Refuge de Roca de Pimes | 42° 26′ 01″ N, 1° 32′ 11″ E | 2160         | Non gardé | 6 - 10   | Toute l'année |       |

### Autres références
1. 1 2  « GR et Refuges », sur visitandorra.com (consulté le 16 janvier 2018)
2. ↑  « Hébergement », sur Site officiel de la Vallée du Madriu (consulté le 15 janvier 2018)
3. ↑  « Refuge de Prat Primer », sur visitandorra.com (consulté le 28 décembre 2017)
4. ↑  « Refuge de Prat Primer », sur refuges.info (consulté le 28 décembre 2017)
5. ↑  « Refuge de Cabana Sorda », sur visitandorra.com (consulté le 28 décembre 2017)
6. ↑  « Refuge de Cabana Sorda », sur refuges.info (consulté le 28 décembre 2017)
7. 1 2  « Refuge de Juclar », sur visitandorra.com (consulté le 10 janvier 2018)
8. ↑  « Refuge de Juclar », sur refuges.info (consulté le 10 janvier 2018)
9. ↑  (ca) « Site du refuge de Juclar » (consulté le 10 janvier 2018)
10. 1 2 3  « Refuge de l'Illa », sur visitandorra.com (consulté le 14 janvier 2018)
11. 1 2 3  « Site du refuge de l'Illa » (consulté le 14 janvier 2018)
12. ↑  « Refuge de l'Illa », sur refuges.info (consulté le 14 janvier 2018)
13. ↑  « Refuge de Perafita », sur visitandorra.com (consulté le 8 janvier 2018)
14. ↑  « Refuge de Perafita », sur refuges.info (consulté le 9 janvier 2018)
15. 1 2 3 4  OpenStreetMap
16. ↑  « Refuge d'Estanys Forcats », sur madteam.net (consulté le 14 février 2018)
17. 1 2  « Refuge de Comapedrosa », sur visitandorra.com (consulté le 16 janvier 2018)
18. 1 2  « Cabana de la Serrera », sur pyrenees-refuges.com (consulté le 12 février 2018)
19. ↑  « Refuge de l'Angonella », sur visitandorra.com (consulté le 11 janvier 2018)
20. ↑  « Refuge de l'Angonella », sur pyrenees-refuges.com (consulté le 11 janvier 2018)
21. 1 2  « Refuge Borda de Sorteny », sur visitandorra.com (consulté le 14 janvier 2018)
22. 1 2  « Refuge Borda de Sorteny », sur refuges.info (consulté le 14 janvier 2018)
23. ↑  « Site du Refuge de Sorteny » (consulté le 14 janvier 2017)